# 국제광물학회
국제광물학회(International Mineralogical Association, IMA)는 1958년에 설립된, 40개 국립 학회로 이루어진 국제 단체이다. 목표는 광물학을 발전시키고 5,000개 이상의 알려진 광물 종의 명명법을 표준화하는 것이다. IMA는 국제 지질 과학 연맹(IUGS)과 제휴되어 있다.
협회는 광물학 실무의 특정 측면에 관련된 위원회 및 작업 그룹의 활동을 지원하고 회의 후원 및 조직을 통해 광물학자들 간의 상호 작용을 촉진한다. 특히, IMA는 4년마다 총회를 개최한다. 마지막 회의는 2022년 프랑스 리옹에서 개최될 예정이었다.

## 회장
IMA의 역대 회장은 다음과 같다:
- 2024년 ~ 현재: 오타니 에이지
  - 도호쿠 대학
- 2022년–2024년: 한스-페터 셰르틀
  - 보훔 대학교
- 2020년–2022년: 루 안화이
  - 베이징 대학
- 2018년–2020년: 패트릭 코르디에
  - 릴 대학교
- 2016년–2018년: 피터 C. 번스
  - 노터데임 대학교
- 2014년–2016년: 세르게이 V. 크리보비체프
  - 국립 상트페테르부르크 대학교
- 2012년–2014년: 월터 V. 마레쉬
  - 보훔 루르 대학교
- 2010년–2012년: 에케하트 틸만스
  - 빈 대학교 광물학 및 결정학 연구소
  - 광물: 틸만사이트 (IMA2001-010)
- 2006년–2010년: 야마나카 타카미츠
  - 오사카 대학교
- 2002년–2006년: 이안 파슨스
  - 에든버러 대학교
- 1998년–2002년: 앤서니 (토니) J. 날드레트
  - 토론토 대학교
  - 광물: 날드레타이트 (IMA2004-007)
- 1994년–1998년: 스테파노 메를리노
  - 피사 대학교
  - 광물: 메를리노이트 (IMA1976-046)
- 1990년–1994년: 시에 시안더
  - 광저우 지구화학 연구소 (중국과학원)
  - 광물: 시에이트 (IMA2007-056)
- 1986년–1990년: 피터 존 와일리
  - 캘리포니아 공과대학교 (1984년 이후, 칼텍) 및 시카고 대학교 (1965년–1983년)
  - 광물: 와일리사이트 (IMA1972-015)
- 1982년–1986년: 이반 코스토프 (니콜로프) (1913년–2004년)
  - 소피아 대학교 및 불가리아 국립 자연사 박물관 (1974년-1989년)
  - 광물: 코스토바이트 (IMA1965-002)
- 1978년–1982년: 클로드 (장 기) 기요민 (1923년–1994년)
  - 파리 광산 학교 (파리 국립 고등 광업 학교)
  - 광물: 기요미나이트 (IMA1964-031)
- 1974년–1978년: 블라디미르 스테파노비치 소볼레프 (1908년–1982년)
  - 국립 노보시비르스크 대학교
  - 광물: 소볼레바이트 (IMA1982-042)
- 1970년–1974년: 카를 후고 슈트룬츠 (1910년–2006년)
  - 베를린 공과대학교
  - 광물: 슈트룬자이트 (1958)
- 1964년–1970년: 세실 에드가 틸리 (1894년–1973년)
  - 케임브리지 대학교 (잉글랜드)
  - 광물: 틸리아이트 (1933)
- 1960년–1964년: 다니엘 제롬 피셔 (1896년–1988년)
  - 시카고 대학교
  - 광물: 제르피셔라이트 (IMA1965-028)
- 1958년–1960년: 로버트 륄링 파커 (1893년–1973년)
  - 스위스 연방 공과대학교 (취리히 연방 공과대학교) 및 취리히 대학교
  - 광물: 파커라이트 (1937)

## 메달
광물학 연구 우수성에 대한 IMA 메달은 2006년에 제정되었다. 이 상은 광물학 분야에서 장기간에 걸친 뛰어난 과학 출판으로 대표되는 과학적 우수성과 명예에 대해 수여된다. 이 상은 광물학 연구에서 가장 권위 있는 상 중 하나이며 평생 공로상을 의미한다.

### 메달 수상자
- 2023년 - 이리후네 테츠오
- 2022년 - 패트리샤 도브
- 2021년 - 로버트 헤이즌
- 2020년 - 조르주 칼라스
- 2019년 - 오타니 에이지
- 2018년 - 고든 E. 브라운 주니어
- 2017년 - 에밀 마코비키
- 2015년 - 로드 C. 유잉
- 2013년 - 니콜라이 V. 소볼레프
- 2011년 - 데이비드 H. 그린
- 2009년 - 프랭크 C. 호손
- 2008년 - 찰스 프리윗

## 작업 그룹 및 위원회
가장 활발한 IMA 위원회는 신광물 및 광물 명칭 위원회(CNMMN)이다. 이 위원회는 새로운 광물 이름 부여, 기존 이름 개정 및 무효 종의 불신을 조정하기 위해 1959년에 설립되었다. 전통적으로 신광물의 유효성 확인 절차는 위원장의 업무 중 하나이며, 무효 종의 불신 또는 재유효성 확인 절차는 부위원장의 업무 중 두 가지이다. 2006년 7월, 양 위원회의 요청으로 CNMMN과 광물 분류 위원회(CCM)의 합병이 이루어져 신광물, 명명법 및 분류 위원회(CNMNC)가 탄생했다.

### CNMNC 위원장
- 페르디난도 보시 (2022년 중반부터)
- 미야와키 리츠로 (2018년-2022년)
- 울프 할레니우스 (2015년-2018년); (2015년경부터); 광물: 할레니우사이트-(La) (IMA 2003-028)
- 피터 (피트) A. 윌리엄스 (2008년 – 2014년); 광물: 피트윌리엄사이트 (IMA 2002-059)
  - 프레데릭 하테르트, 부위원장 (기존 명명법 변경)
  - 마르코 파제로, 부위원장 (일반 분류 문제)
- 에른스트 A. J. 버크 (2003년 – 2008년 8월); 광물: 에른스트버크사이트 (IMA 2010-059)
  - 조반니 페라리스, 부위원장
- 조엘 데니슨 그라이스 (1995년 – 2002년); 광물: 그라이사이트 (IMA 1986-043)
- 조셉 (조) 앤서니 만다리노 (1983년 – 1994년); 광물: 만다리노사이트 (IMA 1977-049)
  - 어니스트 (어니) H. 니켈, 부위원장; 광물: 어니니켈라이트 (IMA 1993-002)
- 가토 아키라 (1975년 – 1982년); 광물: 가토아이트 (IMA 1982-080a)
- 마이클 (마이크) 플라이셔 (1959년 – 1974년); 광물: 플라이셔라이트 (IMA 1962 s.p.)[3]
  - 맥스 헤이, 부위원장
  - 프랑수아 페르망제, 비서

## 회원 학회
IMA에 대표되는 학회는 다음과 같다:
- 아르헨티나 광물학회
- 불가리아 광물학회
- 체스카 지질학회
- 크로아티아 광물학회
- 독일 광물학회
- 호주 지질학회
- 그리스 지질학회, 경제지질학, 광물학 및 지구화학 위원회
- 네덜란드 왕립 지질 및 광업 학회
- 헝가리 지질학회, 광물학 및 지구화학 섹션
- 캐나다 광물학회
- 남아프리카 광물학회
- 미국 광물학회
- 덴마크 광물학회
- 조지아 광물학회
- 대영 제국 광물학회
- 인도 광물학회
- 일본 광물학회
- 한국광물학회
- 루마니아 광물학회
- 슬로바키아 광물학회
- 우즈베키스탄 광물학회
- 노르웨이 지질학회, 광물학 그룹
- 뉴질랜드 지구화학 및 광물학회
- 오스트리아 광물학회
- 폴란드 광물학회
- 러시아 광물학회
- 스위스 광물학 및 암석학회
- 슬로베니아 지질학회, 광물학 분과
- 스페인 광물학회[4]
- 브라질 지질학회
- 포르투갈 지질학회, 광물학 그룹
- 이탈리아 광물학 및 암석학회
- 프랑스 광물학 및 결정학회
- 핀란드 광물학회
- 중국 광물학, 암석학 및 지구화학 학회
- 이집트 광물학회
- 스웨덴 광물학회
- 우크라이나 광물학회
- 벨기에 광물학 연맹

## 같이 보기
- 국제 광물학회에서 인정하는 광물 목록
  - 광물 목록